# Хан, Дэвид
Дэ́вид Хан (англ. David Hahn; 30 октября 1976, Клинтон, округ Маком, Мичиган, США — 27 сентября 2016, Шелби, округ Ошеана, Мичиган, США), также известный как «Радиоактивный бойскаут» — человек, прославившийся тем, что в семнадцатилетнем возрасте в сарае рядом со своим домом на окраине Детройта попытался самостоятельно создать ядерный реактор-размножитель.

## Детское увлечение
Дэвид Хан годами ставил различные опыты с химическими реактивами в подвале своего дома. Его эксперименты часто заканчивались небольшими взрывами и другими инцидентами. «Золотая книга химических экспериментов» стала для юного Хана настольной книгой, он задался целью собрать коллекцию, включающую все элементы периодической таблицы Менделеева, включая радиоактивные образцы.
Хан старательно собирал радиоактивные материалы, извлекая их в небольшом количестве из различных бытовых приборов. Так, например, америций он добывал из детекторов дыма, радий — из часов с люминесцирующими стрелками и из люминесцирующей краски; использовал щелочные металлы, чтобы восстановить торий, содержавшийся в виде диоксида в пепле использованных калильных сеток туристических фонарей, методом металлотермии. Также он попросил друга украсть для него бериллий из химической лаборатории.

## Идея постройки «реактора»
Будучи школьником, Хан успешно переписывался с целым рядом специалистов, при этом выдавая себя за взрослого учёного или школьного учителя физики. Несмотря на очевидные ошибки, которые он допускал в своих письмах, никто из корреспондентов не догадывался об обмане; благодаря этой переписке он получил основные представления о путях достижения цепной ядерной реакции, и решил использовать эти знания для постройки устройства, которое называл реактором.
Смешав радий, америций, бериллий и алюминий, он завернул смесь в алюминиевую фольгу — получившийся радиоактивный шар стал подобием активной зоны ядерного реактора. Шар был окружён небольшими кубиками из ториевой золы и урановой пудры, завёрнутыми в фольгу и связанными вместе сантехнической лентой.
Самодельный «реактор» не мог достичь критического состояния, он представлял собой слабый нейтронный источник с повышенным уровнем ионизирующего излучения, которое вблизи примерно в 1000 раз превышало обычные фоновые показатели для этой местности. Испугавшись показаний счётчика Гейгера (хотя они были в общем-то неопасны для здоровья, в отличие от контактов с радиоактивными веществами и вдыханием их аэрозолей и частиц, которые совершал юноша), Хан решил закончить со своими экспериментами, «утилизировав» все составляющие части своего реактора в лесу. Во избежание лишних вопросов погрузку опасного груза он решил производить глухой ночью 31 августа 1995 года, чем привлёк внимание полиции. В итоге всё закончилось вмешательством ФБР и Комиссии по ядерному регулированию. Сарай Дэвида разобрали и вместе с содержимым вывезли в 39 бочках, которые закопали в могильнике для слаборадиоактивных отходов в штате Юта; окружающая местность рядом с сараем не пострадала. Чтобы возместить расходы, с родителей юноши взыскали 60 000 долларов, что окончательно испортило их отношения с сыном.
Хан отказался от медицинского обследования на предмет воздействия радиации на своё здоровье, которое ему предлагали пройти на близлежащей АЭС. На вопрос журналиста по поводу полученной им дозы радиации он сказал: «Я думаю, что отнял у себя не больше пяти лет жизни».

## Оценка экспериментов учёными
Известный учёный-экспериментатор в области ядерной физики Альберт Гиорсо, проанализировав опыты Хана, в своей статье писал, что Хану, на его беду, не к кому было обратиться, чтобы его идеи опровергли. Двигаясь же в правильном направлении, талантливый парень, возможно, был бы на пути к более реалистичной карьере учёного. Физик считал, что экспериментатор осознавал глубокую неправильность своих действий, но всё же при этом неверно истолковывал суть происходившего, считая, что его мечта о модели реактора сбудется. В действительности же всё, что он создал — умеренную радиационную опасность.

## Жизнь после «экспериментов»
После случая с попыткой ядерных исследований Хан впал в глубокую депрессию, которая усилилась под действием насмешек сверстников и настороженного отношения взрослых. Он считал, что годы его работы были выброшены на свалку. Родители заставили Дэвида поступить в колледж, однако он практически не посещал занятия и больше времени проводил, катаясь на мотоцикле. В конце концов его отчислили, после чего под давлением родителей Дэвид записался в ряды американской армии. Его местом службы стал атомный авианосец USS Enterprise, позже его перевели в морскую пехоту.
В 2007 году Дэвид Хан демобилизовался и сразу же попал под пристальное внимание ФБР в связи с его юношескими выходками. Вскоре был арестован за воровство детектора дыма, при обыске в его квартире были обнаружены ещё 15 таких же детекторов. Парня заподозрили в том, что он вновь стал добывать из детекторов дыма радиоактивный америций, возможно, собираясь продолжить свои эксперименты. Хан получил 90 дней тюремного заключения, в течение которого его должны были обследовать врачи на предмет навязчивой идеи, преследующей его с 1994 года. 
Дэвид Хан скончался 27 сентября 2016 года. Причина смерти не была объявлена официально; по утверждению  отца Дэвида, причиной смерти стало отравление алкоголем.